# Nonville (Vosgi)
Nonville è un comune francese di 207 abitanti situato nel dipartimento dei Vosgi nella regione del Grand Est. Il codice postale è 88260.

## Società

### Evoluzione demografica
Abitanti censiti